# Przysieka (Kazimierów)
Przysieka – była część wsi Kazimierów w Polsce, w województwie wielkopolskim, w powiecie konińskim, w gminie Stare Miasto.
Nazwę zniesiono z 1.01.2021 r.
Miejscowość wchodziła w skład sołectwa Kazimierów.
W latach 1975–1998 miejscowość administracyjnie należała do województwa konińskiego.